# Guido Corni

Guido Corni (Stradella, 25 de agosto de 1883-Génova, 28 de febrero de 1946) fue un empresario modenese en el sector de la ingeniería, y además fue diputado en el Parlamento del Reino de Italia. También fue gobernador de Somalia, y a la muerte de su padre en 1934, fue presidente del Consejo de Administración dei Instituto Técnico Industrial Fermo Corni.

## Biografía
Guido Tommaso Giuseppe Corni nació el 25 de agosto de 1883 en Stradella (localidad y comune italiana de la provincia de Pavía, región de Lombardía), poco después que su padre se desplazara de Módena con la familia debido a sus negocios. Su padre continuó viajando por razones de trabajo, así que de niño, Guido Corni tuvo la oportunidad de realizar numerosos viajes al extranjero y aprender diferentes lenguas, incluyendo el árabe. Siguió luego en Suiza cursos de economía en Neuchâtel y luego se graduó en Química industrial en la Universidad de Lausana, donde perfeccionó sus conocimientos de alemán y francés.
Su dedicación al estudio y sus ambiciones profesionales le hicieron incluso lograr un segundo título de grado, esta vez en derecho, y a los 24 años de edad (en 1907), se instaló junto a su padre en el negocio de la Fabbrica Modenese Utensileria e Ferramenta Corni Bassani & C. en Módena.
Desde muy joven, Guido mostró propensión e interés por la mecánica, lo que le llevó a adelantar en unos pocos años a los propios pioneros del motor, desde Ferrari a Maserati.
Apasionado por los motores y vuelos, planeó desde 1909 un avión prototipo que llamó ABC, por las iniciales de Anzani (fabricante del motor), Bassoli (financista del proyecto), y Corni (creador de la idea e impulsor del proyecto). El avión fue construido en el taller mecánico Gatti, cerca de Largo Garibaldi, en Módena, infraestructura física que el 16 de noviembre de 1929 se convertiría en la Scuderia de Enzo Ferrari.
En marzo de 1911, en momentos en que Giovanni Giolitti declaró la guerra a Turquía, Guido Corni siguió las tropas italianas en calidad de observador y explorador de nuevos terrenos en Libia y Trípoli, realizando un profundo estudio técnico para evaluar la efectiva posibilidad logística-económica de en esa zona establecer una colonia italiana. De diciembre de 1923 a junio de 1927, siguió al federal fascista de Módena, y posteriormente, y gracias a sus previos relevamientos y exploraciones, y a su amplio conocimiento técnico-científico y lingüístico, se le consideró muy apto para desempeñarse como gobernador de Somalia, cargo en el que fue nombrado en 1928. Debe hacerse hincapié en que a lo largo del período fascista, y mientras que todos los otros gobernadores italianos eran de extracción militar, Guido Corni fue el único civil al que se le asignó esta tarea tan importante.
A lo largo de su vida continuó ocupando posiciones de prestigio a nivel municipal y nacional en materia económica y cultural, y fue nombrado varias veces presidente de la Cámara de Comercio Italiano-colonial.
A los 63 añoa de edad, el 1º de marzo de 1946, Guido Corni falleció en Albano Laziale (en la región del Lacio), precisamente cuando seguía un tratamiento médico.

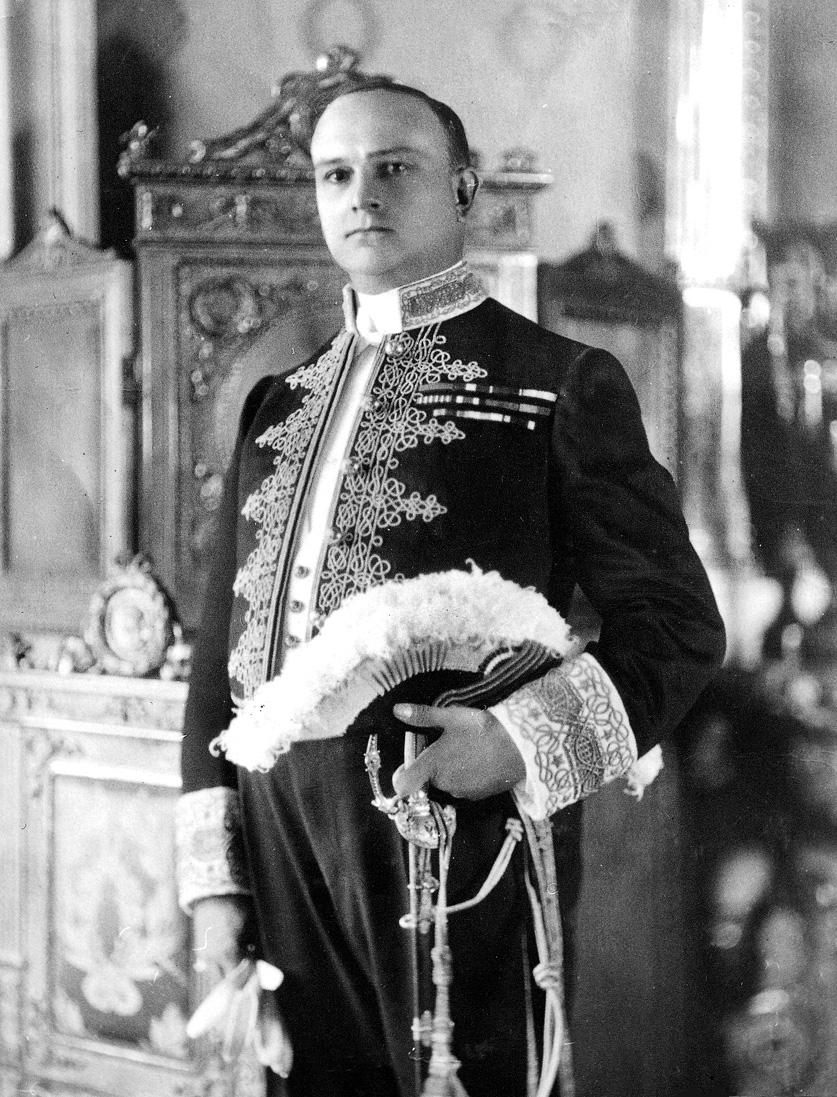
El Dr. Guido Corni (hijo de Fermo Corni) en 1928, como gobernador de Somalia, entonces colonia italiana.